# Пазители на наследството
Пазители на наследството е филм за Втората световна война, американско-немска копродукция от 2014 г. Режисиран и продуциран от Джордж Клуни, в него освен самия Клуни участват още Мат Деймън, Бил Мъри, Джон Гудман и Кейт Бланшет. Сценарият е базиран отчасти на книгата на Робърт М. Едсъл „Пазители на наследството: Най-мащабното търсене на съкровища в историята” и разказва за група експерти по Програмата за опазване на културното наследство и архивите, и техните премеждия по опазването на предметите на изкуството и други важни културни обекти, застрашени от унищожаване по време на Втората световна война.